# Euclides de Gela
Euclides  (en grec antic: Εὐκλείδης, llatí: Eucleides) fou un dels fills d'Hipòcrates, tirà de Gela.
S'havia produït una revolta popular contra Euclides i el seu germà, en el moment en què es va saber la mort d'Hipòcrates. Els dos germans van vèncer els rebels amb l'ajuda de Geló I, tirà de Siracusa, que aprofitant les circumstàncies, va aconseguir el poder, segons Heròdot.